# Travis (tinh tinh)
Travis (sinh ngày 21 tháng 10 năm 1995 – mất ngày 16 tháng 2 năm 2009) là một con tinh tinh đực thông thường, là một diễn viên động vật, đã xuất hiện trong một số chương trình truyền hình và quảng cáo, bao gồm cả các quản cáo cho Coca-Cola, cũng như trên các chương trình truyền hình bao gồm The Maury Povich Show và The Man Show, mặc dù mọi người đã tranh cãi rằng Travis chính là con tinh tinh đã xuất hiện trong những lần xuất hiện này. Ngày 16 tháng 2 năm 2009, Travis đã tấn công và hành hung bạn của chủ sở hữu của mình ở Stamford, Connecticut, làm mù mắt, cắt rời nhiều bộ phận cơ thể và rạch mặt cô, trước khi bị một cảnh sát bắn chết.

## Hòa nhập xã hội
Travis được sinh ra bởi Suzy và Coco, các cá thể tinh tinh được nhập từ châu Phi tới Mỹ khoảng những năm 1970. Được sinh ra gần Festus, Missouri vào ngày 21 tháng 10 năm 1995, tại khu nhà của Mike và Connie Braun Casey, hiện được đặt tên là Khu bảo tồn Tinh tinh Missouri. Trong một vụ việc khác, Suzy bị bắn chết sau khi trốn thoát vào năm 2001. Sandra và Jerome Herold đã mua Travis với giá 50.000 đô la từ một nhà chăn nuôi sau khi con tinh tinh bị bắt khi mới ba ngày tuổi. Họ đặt tên cho con tinh tinh theo tên ca sĩ yêu thích của Sandra, Travis Tritt. Gia đình Herold đã nuôi dạy Travis tại nhà của họ ở Đường Rock Rimmon ở khu North Stamford của Stamford, Connecticut. Travis là người bạn đồng hành của gia đình Herold và thường cùng họ đi làm cũng như đi mua sắm trong thị trấn. Gia đình Herolds sở hữu một công ty xe đầu kéo, và Travis sẽ tạo dáng chụp ảnh tại cửa hàng và lái xe đầu kéo, dây an toàn của chú tinh tinh thắt chặt khi mặc áo bóng chày. Travis trở nên nổi tiếng trong thị trấn và được biết là đã chào đón các sĩ quan cảnh sát mà họ sẽ gặp khi đang kéo xe.
Lớn lên giữa con người, Travis đã hòa nhập với con người kể từ khi sinh ra. Một người hàng xóm cho biết anh ta thường chơi đùa và vật lộn với Travis. Người hàng xóm nói thêm rằng con tinh tinh luôn biết khi nào nên dừng lại và chú ý đến chủ của mình. "Nó nghe lời tốt hơn các cháu của tôi." người hàng xóm nhận xét sau khi Travis đánh Nash. "Tôi chỉ không biết tại sao nó lại làm vậy."
Travis có thể mở cửa bằng chìa khóa, tự mặc quần áo, tưới cây, cho ngựa của chủ ăn, ăn cùng bàn với những người trong gia đình và uống rượu bằng ly có cuống; con tinh tinh thích kem đến nỗi biết được lịch trình của những chiếc xe bán kem đi qua. Travis có thể đăng nhập vào máy tính để xem ảnh, xem tivi bằng điều khiển từ xa và đánh răng của hãng Water Pik. Travis hích xem bóng chày trên truyền hình và cũng đã nhiều lần lái ô tô.
Jerome qua đời vì bệnh ung thư vào năm 2004, và đứa con duy nhất của Heralds qua đời trong một vụ tai nạn xe vào năm 2000; kết quả là Sandra Herold coi Travis gần như là con đẻ và chiều chuộng. Sandra đã ngủ và tắm cùng Travis, nói sau khi anh ấy qua đời "Bây giờ tôi nhìn giống như một kẻ trống rỗng.  Anh ấy ngủ với tôi hàng đêm. Cho đến khi bạn ăn với tinh tinh và tắm với tinh tinh, bạn không biết tinh tinh là gì."

## Sự cố

### Năm 2003
Tháng 10 năm 2003, Travis chạy ra khỏi xe của Herolds và gây tắc nghẽn giao thông ở một ngã tư đông đúc; con tinh tinh đã đi lang thang trong vài giờ. Vụ việc bắt đầu sau khi một người đi bộ ném một chai nước rỗng vào chiếc ô tô đi qua cửa sổ mở một phần và trúng Travis khi họ đang dừng ở đèn giao thông làm con tinh tinh giật mình, Travis tháo dây an toàn, mở cửa xe và đuổi theo người đàn ông nhưng không bắt được. Khi cảnh sát đến, họ dụ con tinh tinh vào xe nhiều lần, chỉ để Travis thả mình ra khỏi một cánh cửa khác và thỉnh thoảng đuổi theo các sĩ quan xung quanh xe. Vụ việc năm 2003 đã dẫn đến việc thông qua luật Connecticut cấm mọi người nuôi các loài linh trưởng nặng hơn 50 pound (23 kg) làm thú cưng và yêu cầu chủ sở hữu vật nuôi kỳ lạ phải xin giấy phép. Luật mới có hiệu lực vào năm 2009 và kể từ khi Travis qua đời cùng năm, không ai trong bang nộp đơn xin nhận nuôi một con tinh tinh. Cục Bảo vệ Môi trường Connecticut (DEP) đã không thi hành luật đối với Herolds vì họ đã nuôi Travis nặng 200 pound (91 kg) quá lâu và DEP tin rằng Travis không gây ra rủi ro cho an toàn công cộng.

### Năm 2009
Khoảng 3:40 chiều ngày 16 tháng 2 năm 2009, Travis đã tấn công Charla Nash, 55 tuổi, người bạn lúc bấy giờ của Sandra Herold, gây ra những vết thương nghiêm trọng trên mặt và chân tay của bà. Travis đã rời khỏi nhà với chìa khóa xe của Sandra Herold, và Nash đến để giúp đưa con tinh tinh trở lại nhà; khi nhìn thấy Nash cầm Tickle Me Elmo, một trong những món đồ chơi yêu thích của con tinh tinh, Travis đã nổi cơn giận dữ và tấn công cô. Travis đã quen với Nash, người cũng từng làm việc tại công ty kéo xe của Herolds, mặc dù Nash có một kiểu tóc khác vào thời điểm xảy ra vụ tấn công, điều này cũng có thể khiến con tinh tinh bối rối và hoảng sợ. Con tinh tinh đã uống thuốc điều trị bệnh Lyme. Herold đã cố gắng ngăn Travis bằng cách dùng xẻng đập vào đầu anh ta và đâm vào lưng anh ta bằng dao chặt thịt.
Herold sau đó nói, "Đối với tôi, để làm một việc như vậy, đâm dao vào nó, giống như tự đâm dao vào chính mình." Con tinh tinh quay lại, nó nói như muốn nói: “'Mẹ, mẹ đã làm gì vậy?'" Con vật trở nên giận dữ hơn. Herold, lúc này tin rằng Nash đã chết, liền chạy đến xe của cô, nhốt mình bên trong và gọi 9-1-1. Tiếng hét của Travis có thể được nghe thấy ở phần đầu của đoạn băng khi Herold cầu xin cảnh sát, người ban đầu tin rằng cuộc gọi là một trò lừa cho đến khi cô nói, "Nó đang ăn thịt cô ấy!" Dịch vụ y tế khẩn cấp đã chờ cảnh sát trước khi tiếp cận ngôi nhà. Khi họ đến nơi, Travis đi về phía xe cảnh sát, cố gắng mở một cửa hành khách bị khóa và đập vỡ một chiếc gương chiếu hậu. Sau đó, con tinh tinh đi vòng qua cửa phía tài xế và mở ra, lúc đó Cảnh sát viên Frank Chiafari đã bắn con tinh tinh bốn phát bằng khẩu súng lục của mình. Travis chạy vô nhà, nơi con tinh tinh được tìm thấy đã chết bên cạnh chiếc lồng của mình.

### Hậu quả
Đội cấp cứu mô tả thương tích của Nash là "khủng khiếp". Trong vòng 72 giờ sau đó, Nash đã trải qua hơn bảy giờ phẫu thuật trên mặt và tay bởi bốn nhóm bác sĩ phẫu thuật. Bệnh viện đã tư vấn cho các nhân viên của mình, những người ban đầu điều trị cho cô vì vết thương của Nash quá đặc biệt. Các nhân viên y tế ghi chú rằng Nash bị mất tay, mũi, mắt, môi và cấu trúc xương giữa mặt và bị tổn thương mô não nghiêm trọng. Các bác sĩ đã loại bỏ lông và răng tinh tinh dính vào xương của cô và gắn lại hàm của cô, nhưng vào ngày 7 tháng 4 năm 2009, Nash được thông báo rằng sẽ bị mù vĩnh viễn. Vết thương của cô khiến cô có thể trở thành ứng cử viên cho một cuộc phẫu thuật cấy ghép mặt thử nghiệm. Sau khi điều trị ban đầu tại Bệnh viện Stamford, Nash đã được chuyển đến Bệnh viện Cleveland. Gia đình cô đã bắt đầu một quỹ ủy thác để quyên góp tiền thanh toán các hóa đơn y tế "không thể đếm được" vì số tiền quá lớn của cô và hỗ trợ con gái cô. Nash lần đầu tiên để lộ khuôn mặt bị tổn thương của mình trước công chúng trên The Oprah Winfrey Show vào ngày 11 tháng 11 năm 2009. Vào thời điểm đó, cô không bị đau đớn về thể xác vì bị tấn công và các thành viên trong gia đình cho biết cô hy vọng sẽ sớm suất viện ở Bệnh viện Cleveland. Hình ảnh đã xuất hiện trên Internet cho thấy khuôn mặt của Nash trước và sau vụ tấn công.
Theo quy trình tiêu chuẩn, đầu của Travis đã được đưa đến phòng thí nghiệm của tiểu bang để xét nghiệm bệnh dại, và thi thể được đưa đến Đại học Connecticut để khám nghiệm tử thi. Kết quả cho thấy, đầu của con tinh tinh âm tính với bệnh dại, nhưng vẫn còn Xanax (Alprazolam) trong máu. Kết quả khám nghiệm tử thi vào tháng 5 năm 2009 xác nhận con tinh tinh thừa cân và đã bị đâm. Phần còn lại được hỏa táng tại All Pets Crematory ở Stamford vào ngày 25 tháng 2 năm 2009. Các báo cáo về chất độc đã xác nhận tuyên bố của Sandra rằng cô đã cho Travis uống trà tẩm Xanax vào ngày xảy ra vụ tấn công, điều này có thể khiến anh ta trở nên hung hăng hơn. Xanax là một loại thuốc chống lo âu mạnh, có tác dụng ngắn, có thể gây mất ức chế và mất phương hướng và đôi khi là các phản ứng nghịch lý như ảo giác, gây hấn, giận dữ và hưng cảm ở người.
Ngay sau vụ tấn công, một người phụ nữ sống cùng khu vực với Herold đã đưa ra thông tin rằng vào năm 1996, con tinh tinh đã cắn vào tay cô và cố kéo cô vào một chiếc xe khi cô chào nó. Cô tuyên bố đã khiếu nại với Herolds và cảnh sát, họ nói rằng họ không có hồ sơ về bất kỳ khiếu nại nào như vậy. Sau đó, các thành viên PETA bị cáo buộc đã quấy rối Herold, mặc dù tổ chức tuyên bố rằng họ không có bất kỳ sự tham gia chính thức nào.
Vào ngày 24 tháng 5 năm 2010, 15 tháng sau vụ tấn công, Sandra Herold đột ngột qua đời vì vỡ phình động mạch chủ ở tuổi 72. Luật sư của bà, Robert Golger, đưa ra tuyên bố sau: "Bà Herold đã phải chịu một loạt mất mát đau lòng trong trong vài năm qua, bắt đầu với cái chết của đứa con gái đầu lòng và duy nhất của cô, người đã thiệt mạng trong một tai nạn xe hơi, sau đó là chồng cô, rồi chú tinh tinh Travis yêu quý của cô, cũng như cái chết bi thảm của người bạn kiêm nhân viên Charla Nash. trái tim của cô, đã từng tan vỡ rất nhiều lần trước đó, không thể chịu đựng thêm được nữa."
Ngày 28 tháng 5 năm 2011, Nash đã trải qua ca phẫu thuật cấy ghép do một nhóm do Bohdan Pomahač đứng đầu tại Bệnh viện Brigham and Women's thực hiện, nhận được khuôn mặt và bàn tay được hiến tặng. Ca cấy ghép tay ban đầu thành công nhưng do Nash bị viêm phổi ngay sau đó nên các bác sĩ buộc phải cắt bỏ bàn tay mới được cấy ghép của cô sau 5 ngày do bị nhiễm trùng và tuần hoàn kém.

#### Các vụ kiện
Vào tháng 3 năm 2009, luật sư gia đình của Charla Nash đã đệ đơn kiện Sandra Herold trị giá 50 triệu USD. Vào ngày 6 tháng 5, một thẩm phán ở Stamford đã đóng băng tài sản của Herold trị giá 10 triệu USD. Các bị cáo có khả năng khác bao gồm DEP, thành phố Stamford và bác sĩ thú y đã kê đơn Xanax cho Travis. Bên bào chữa khẳng định con tinh tinh không có hành vi bạo lực trước vụ tấn công, và hai cáo buộc trong vụ tấn công những năm 1990 là sai sự thật vì lúc đó con tinh tinh chưa mọc răng. Vào tháng 11 năm 2012, Nash đã đạt được một thỏa thuận với tài sản của Herold và nhận được khoảng 4 triệu đô la.
Nash đã cố gắng kiện bang Connecticut vào năm 2013 nhưng yêu cầu của cô đã bị từ chối. Cô đã khẳng định rằng các quan chức biết con vật nguy hiểm nhưng không làm gì với nó. Đơn khởi kiện của Nash đã bị từ chối với lý do tại thời điểm xảy ra vụ tấn công, không có quy chế nào cấm sở hữu tư nhân đối với một con tinh tinh. Vào tháng 7 năm 2013, các luật sư của Nash bắt đầu nỗ lực kháng cáo quyết định của tòa án.

#### Trên các phương tiện truyền thông
Các bản tin về vụ việc đã lan truyền đến tận Trung Quốc. Cuộc tấn công tương tự khác của tinh tinh bốn năm trước đó ở California, các nguồn như tạp chí Time và các nhà linh trưởng học Jane Goodall và Frans de Waal đã gây ra cuộc thảo luận về logic của việc nuôi những loài động vật kỳ lạ như thú cưng.
Nữ diễn viên truyền hình thực tế Kim Kardashian bị chỉ trích vì đăng ảnh gia đình cô với một con tinh tinh ba tuổi lên blog của cô chỉ vài ngày sau vụ tấn công.  Con tinh tinh đã được thuê cho chương trình truyền hình của cô ấy, Keeping Up with the Kardashians. Kardashian đã xin lỗi và lưu ý rằng "Tôi hiểu rằng thời điểm của mình không phù hợp và tôi đã thiếu nhạy cảm. Điều gì đã xảy ra với người phụ nữ bị tinh tinh tấn công thật tàn khốc. Tôi không có ý xúc phạm hay xúc phạm bất kỳ ai khi đăng những bức ảnh này."
Cuộc chạy trốn của Travis và cuộc tấn công sau đó của Charla Nash đã được sử dụng như một phần của tập "Chimps" của loạt phim tài liệu Animal Planet 2010-2011: Fatal Attractions. Âm thanh từ cuộc gọi 9-1-1 ban đầu, lưu lượng radio từ vụ cảnh sát bắn Travis và hậu quả của cuộc săn lùng đã được sử dụng trong tập phim. Vào tháng 6 năm 2009, ban nhạc deathcore của Mỹ Suicide Silence phát hành album thứ hai No Time to Bleed, gồm ca khúc "...And Then She Bled", một bài hát mô phỏng lại cuộc điện thoại khẩn cấp 9-1-1 do Sandra Herold thực hiện vào ngày 16 tháng 2 năm 2009.
Một cuộc tấn công tương tự như vụ việc được mô tả trong bộ phim năm 2022 Nope, trong đó một con tinh tinh diễn viên động vật giật mình trên phim trường và tấn công bạn diễn là con người của nó. Nhiều năm sau, một cô gái trẻ bị con tinh tinh hành hạ trong phim đã đeo một tấm lưới che mặt tương tự như tấm lưới mà Nash đã đeo.

#### Ảnh hưởng đến pháp luật
Bộ trưởng Tư pháp Connecticut Richard Blumenthal lưu ý rằng một khiếm khuyết trong luật Connecticut hiện hành năm 2004 cấm nuôi tinh tinh có kích thước như Travis, bản thân nó là kết quả của sự cố năm 2003, đã cho phép cuộc tấn công xảy ra. Một phát ngôn viên của Connecticut DEP đã làm rõ rằng Travis được miễn trừ vì con tinh tinh dường như không gây rủi ro cho sức khỏe cộng đồng và được sở hữu trước khi yêu cầu đăng ký bắt đầu. Blumenthal sau đó đã gửi thư tới các nhà lãnh đạo cơ quan lập pháp và Ủy viên DEP, yêu cầu họ ủng hộ một đạo luật được đề xuất cấm tất cả các loài động vật ngoại lai nguy hiểm tiềm ẩn ví dụ như như tinh tinh, cá sấu và rắn độc, không được nuôi nhốt trong môi trường dân cư ở Connecticut. DEP đang tìm kiếm một luật tương tự cấm các loài linh trưởng có kích thước lớn và sau vụ việc, đã thông báo rằng họ đã tìm kiếm sự giúp đỡ của công chúng, cảnh sát và nhân viên kiểm soát động vật để báo cáo những con vật nuôi đó cho cơ quan. Ban biên tập báo The Advocate ở Stamford cũng ủng hộ việc cấm sở hữu tất cả các loài chim và bò sát kì lạ.
Đại diện Hoa Kỳ Earl Blumenauer của Oregon, đã giới thiệu Đạo luật An toàn Linh trưởng Nuôi nhốt được ban hành vào ngày 6 tháng 1 năm 2009, đạo luật này sẽ bổ sung khỉ, vượn lớn và vượn cáo vào danh sách "các loài động vật hoang dã bị cấm" không được mua hoặc bán qua các tiểu bang và nước ngoài. Vụ tấn công đã khiến Hiệp hội Nhân đạo Hoa Kỳ tham gia với Hiệp hội Bảo tồn Động vật hoang dã để hỗ trợ Đạo luật. Cuộc tấn công của Travis dẫn đến việc người đồng tài trợ, Dân biểu Mark Kirk, giới thiệu lại dự luật vào ngày 23 tháng 2 năm 2009.. Hạ nghị sĩ Rob Bishop đã lập luận chống lại dự luật trong cuộc tranh luận tại sàn, lưu ý rằng nó sẽ tiêu tốn 4 triệu đô la hàng năm và không làm gì trực tiếp để ngăn chặn các cuộc tấn công của tinh tinh đối với con người. Ông cũng tuyên bố những vụ tấn công như vậy là tương đối hiếm. Hai mươi tiểu bang và Quận Columbia đã có luật cấm các loài linh trưởng làm vật nuôi. Vào ngày 23 tháng 2 năm 2009, Hạ viện đã bỏ phiếu ủng hộ dự luật với tỷ lệ 323 trên 95, và ban biên tập của một số tờ báo lớn bao gồm The New York Times và Newsday đã ủng hộ việc thông qua nó. Dự luật chưa bao giờ được Thượng viện Hoa Kỳ thông qua.
Frank Chiafari - viên cảnh sát đã bắn chết Travis - ban đầu không nhận được liệu pháp điều trị trầm cảm và lo lắng sau vụ việc. Điều này dẫn đến luật được đề xuất vào năm 2010 sẽ bao gồm bồi thường cho một sĩ quan cảnh sát vì suy giảm tinh thần hoặc cảm xúc sau khi sử dụng vũ lực chính đáng để giết một con vật.